# Vịnh nhỏ

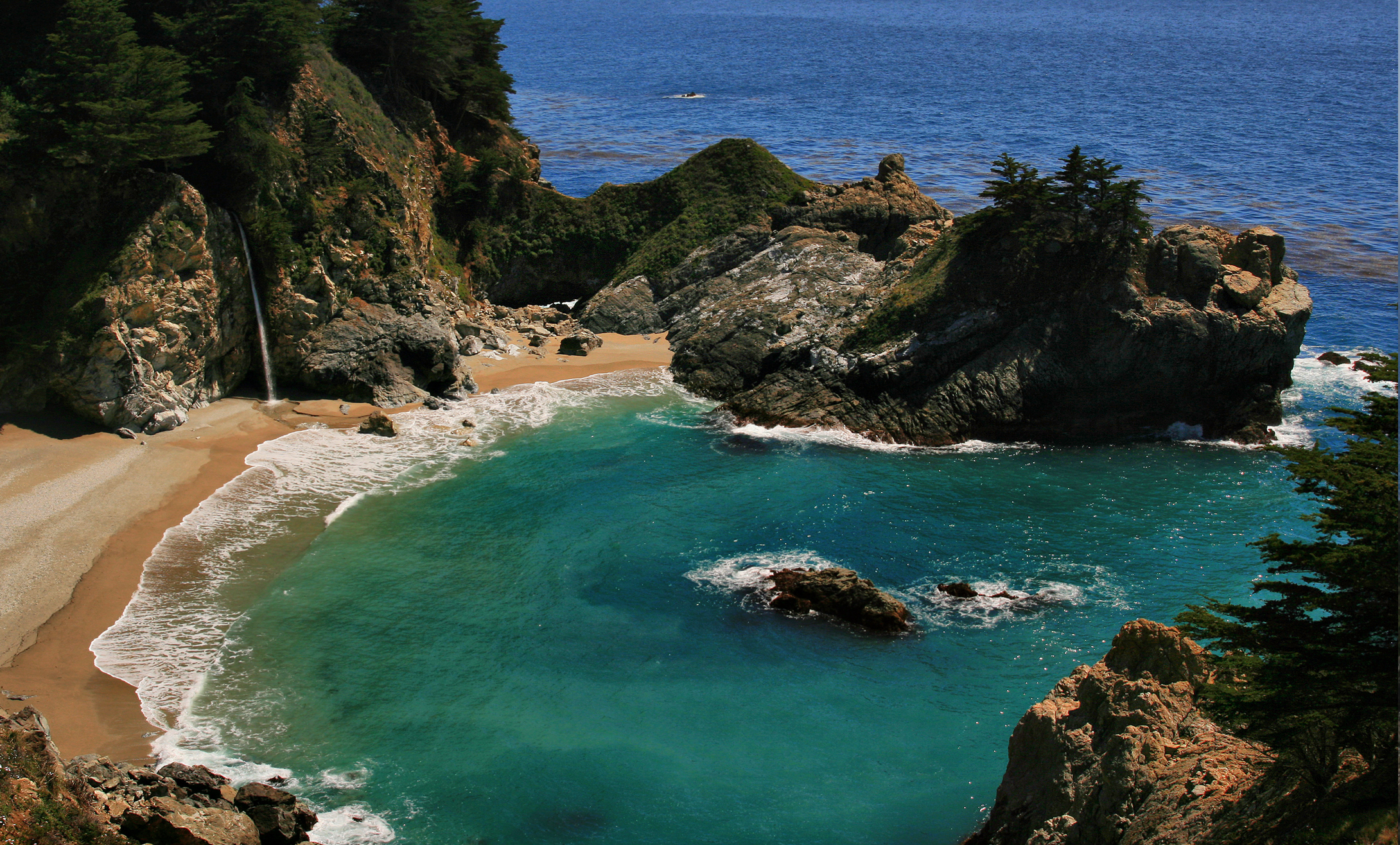
Vịnh nhỏ McWay (McWay Cove), California, Hoa Kỳ

Vịnh nhỏ hay vũng nhỏ là một loại vịnh hẹp ven bờ. Loại vịnh này thường có hình tròn hoặc bầu dục và thường nằm trong một vịnh lớn hơn. Các vịnh, vịnh hẹp, lạch triều hay các hốc lõm trên bờ biển cũng thường được gọi là vịnh nhỏ. Xét theo ngôn ngữ thông thường thì khái niệm vịnh nhỏ có thể dùng để chỉ một vịnh bị che chắn.
Địa mạo học xem vịnh nhỏ là những chỗ hở dạng đài vòng được bao bọc bởi vách đá dựng đứng, như một thung lũng trải dài xuống sườn núi hoặc một chỗ hõm ở vách đá hoặc sườn dốc.
Vịnh nhỏ được hình thành bởi quá trình xâm thực phân dị, xảy ra khi các loại đá mềm bị bào mòn nhanh hơn loại đá cứng bao quanh chúng. Sau đó, đá cứng tiếp tục bị xói mòn, để lại một vịnh hình tròn với một lối vào hẹp được gọi là vịnh nhỏ.